# Liste des programmations du Hellfest
Les programmations du Hellfest sont les listes des groupes ayant participé au Hellfest, un festival annuel spécialisé dans les musiques extrêmes qui se déroule à Clisson, en Loire-Atlantique (France), ainsi que ses Warm up tours.
Créé en 2006 par Ben Barbaud et Yoann Le Nevé, le Hellfest, qui se déroule au mois de juin, s'est imposé comme l'un des principaux festivals européens et l'un des principaux événements culturels en France, rassemblant, en 2014, 152 000 festivaliers, devant 167 groupes, sur trois jours.
Ces programmations sont présentées par année et par scène, suivant le running order (ordre de passage) édité par les organisateurs et, parfois, mises à jour a posteriori lorsque la programmation effective est modifiée après impression du programme, voire en dernière minute.

## HellfestWarm up tours
« Si tu ne viens pas au Hellfest, le Hellfest viendra à toi ! »

— Ben Barbaud
Les Warm ups sont des tournées, en avant-première du festival, mêlant merch, animations (concours de air guitar, jeux pour gagner des pass, etc.), set de DJ, ou concerts de certains groupes à l'affiche de l'édition à venir, accompagnés de groupes régionaux de la tournée.

### Warm Up2015
Cette tournée de 4 dates s'est déroulée du 11 avril au 30 mai 2015, à Angers, Paris, Lorient et Nantes.

### Warm Up2016
Cette tournée de 11 dates s'est déroulée du 05 au 28 mai 2016, à Tours, Paris, Metz, Toulouse, Bordeaux, Grenoble, Fréjus, Montpellier, Marseille, Orléans et Nantes, avec DJ Pamlee.

### One Hell of a Ride2017
Cette tournée de 12 dates s'est déroulée du 10 au 21 mai 2018 ; elle réunit Showtime, DJ Mike Rock et des groupes locaux, à Le Havre, Londres, Lille, Vitry-le-François, Le Val-d'Ajol, Paris, Lyon, Marseille, Toulouse, Biarritz, Angoulème et Nantes,.

### You Can't Control It2018
Cette tournée de 13 dates s'est déroulée du 19 au 30 avril 2018 ; elle réunit Ultra Vomit, Display of Power, DJ Pamlee et des groupes locaux, à Rennes, Rouen, Nancy, Vitry-le-François, Besançon, Paris, Lyon, Genève, Nîmes, Biarritz, Angoulême, Orléans et Nantes.

### La Nuit de l'Enfer2019
Cette tournée de 14 dates s'est déroulée du 18 au 29 avril 2019 ; elle réunit Dagoba, Princesses Leya et des groupes locaux, à Vannes, Brest, Caen, Lille, Strasbourg, Paris, Lyon, Romans-sur-Isère, Nîmes, Bordeaux, La Rochelle, Limoges, Tours et Nantes.

### Beyond this Road2020
Cette tournée de 16 dates est annulée pour cause de Covid ; elle devait se dérouler du 14 au 30 avril 2020 et réunir Benighted, Shaârghot, Working Class Zero,, et Dj Pamlee, à Saint-Brieuc, Rennes, Brest, Le Havre, Terville, Lens, Montbéliard, Lyon, Genève, Clermont-Ferrand, La Souterraine, Paris, Ozaka, Tokyo et Nantes.

### Beyond this Road2022

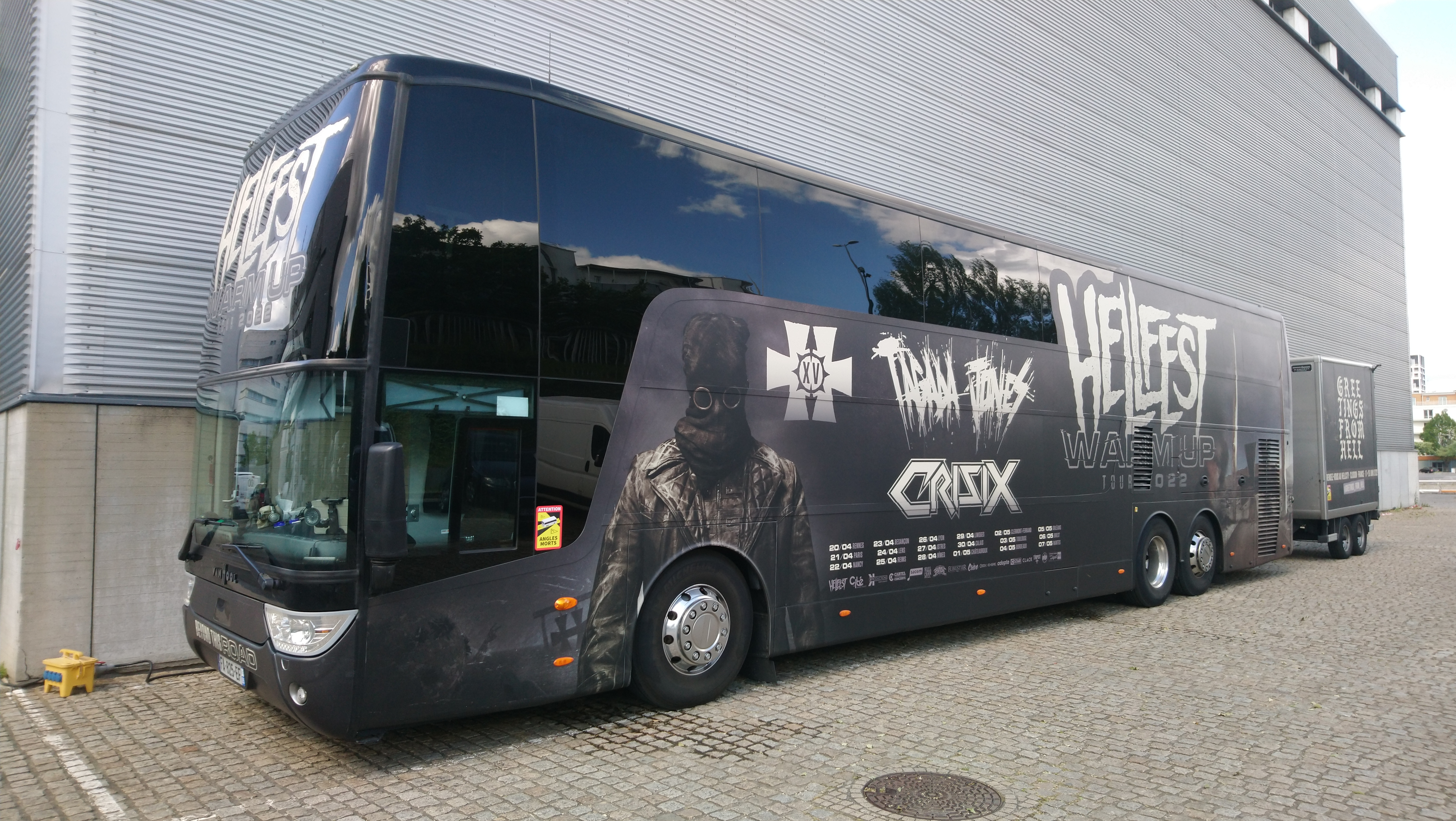
Tour-bus du Warm-Up 2022.

Cette tournée de 13 dates s'est déroulée du 01 au 03 avril : la Fire & Ice Party, au Ski Resort de Flaine, avec Hellbangerz et trois autres groupes, puis du 20 avril au 07 mai 2022, réunissant Tagada Jones, Crisix (Get the Shot ayant annulé) et des groupes locaux, à Rennes, Paris, Nancy, Besançon, Lens, Reims, Lyon, Istres, Nîmes, Limoges, Calais, Châteauroux, Clermont-Ferrand, Toulouse, Bordeaux, Orléans, Brest et Nantes.

### United We Stand2023
Cette tournée de 19 dates débute le 17 mars à Cluses et les 18 et 19 mars, la Fire & Ice Party, au Ski Resort de Flaine, puis du 19 avril au 6 mai 2023 dans toute la France, réunissant Pogo Car Crash Control, Betraying the Martyrs et des groupes locaux, à Tours, Paris, Rennes, Le Havre, Lens, Vitry-le-François, Nancy, Montbeliard, Lyon, Clermont-Ferrand, Grenoble, Limoges, La Rochelle, Angers, Toulouse, Angoulême et Nantes (en deux parties, dans deux salles différentes),.

### Road to Infernopolis2024
Cette tournée de 14 dates débute le 19 avril 2024 à Clermont-Ferrand (Coopérative de Mai), puis du 20 avril au 4 mai, à Bordeaux (Rock School Barbey), Biarritz (Atabal), Cahors (Les Docks), Montpellier (Victoire 2), Nice (Stockfish), Crest (Festival Bridge to Hell), Lausanne (Docks), Montbéliard (L’Axone -2 soirs), Oignies (Métaphone), Paris (Cité de la Musique), Cherbourg et Nantes (Warehouse), réunissant Benighted, ten56., Rise of the Northstar, Kamizol-K, Stinky et DJ Pamlee.

### Out of Bounds2025
Cette tournée de 16 dates débute le 12 mars 2025 à Morlaix (Le SEW), puis Caen-Hérouville-Saint-Clair (Big Band Café), Laval (La Fabrique), Orléans (l'Astrolabe), Oignies (Le Métaphone), Mulhouse (Noumatrouff), Chalon-sur-Saône (La Péniche), Cluses (l'Atelier), Saint-Étienne (Le Fil), Nîmes (Paloma), Nice (Stockfish), Marseille (Espace Julien), Toulouse (Le Rex), Bordeaux (Rock School Barbey), Paris (L'Élysée Montmartre) et se termine à Nantes (Warehouse), réunissant, entre autres, Aurore, Death Decline, Nervosa, Novelists, et Skindred.

## Les scènes
- 2006 : deux scènes :
  - Mainstage, 36 groupes ;
  - Hard'n'Heavy Stage, 36 groupes ;
- 2007, 2008 : trois scènes :

- - Mainstage, 27 et 24 groupes ;
  - Second Stage, 27 et 21 groupes ;
  - Discover Stage, 30 et 42 groupes ;

- 2009 à 2011 : quatre scènes :
  - Mainstage 01, 27, 24 et 24 groupes ;
  - Mainstage 02, 27, 26 et 28 groupes ;
  - Rock Hard Tent, 27, 26 et 27 groupes ;
  - Terrorizer Tent, 27, 37 et 39 groupes ;

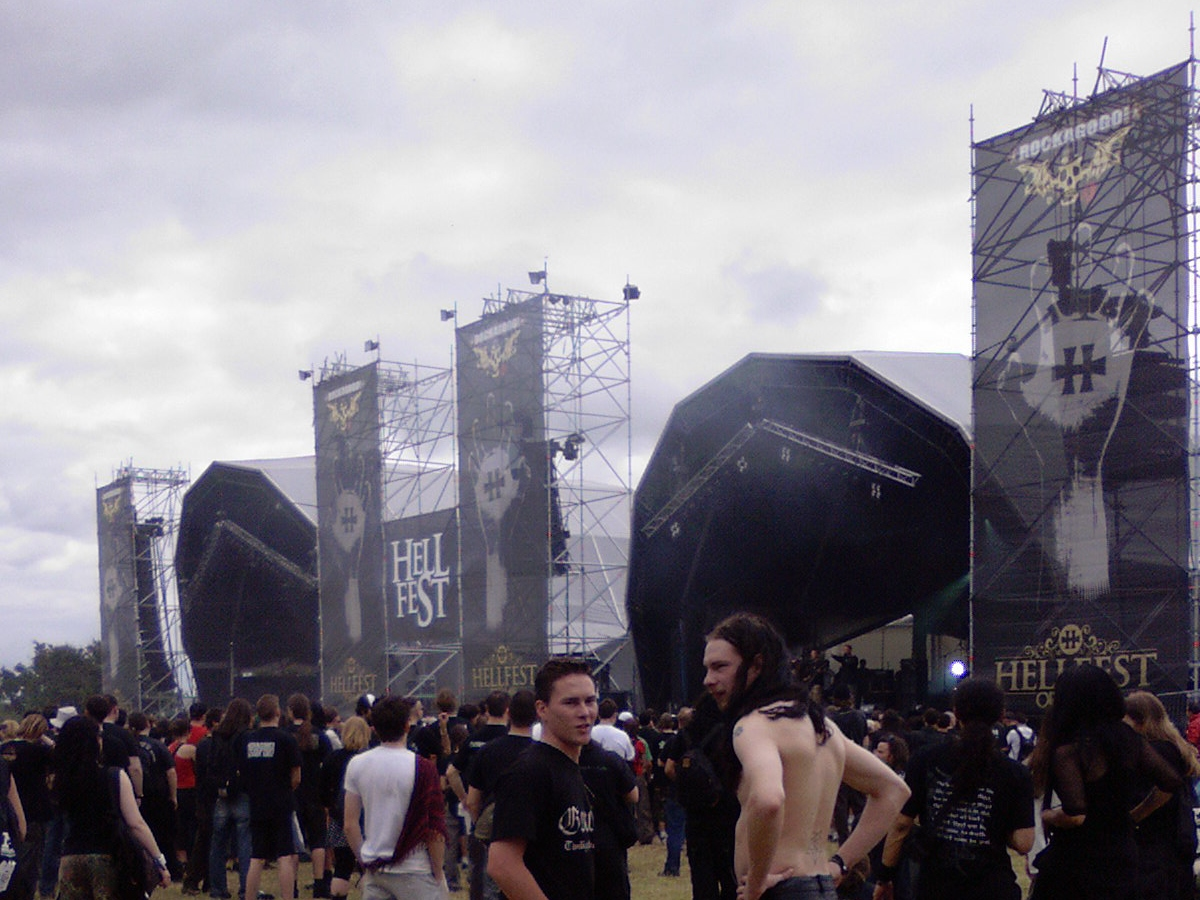
La Mainstage en 2008.

- 2012 (nouveau site) à 2025 : sept scènes :
  - Mainstage01, 24, 25, 56 groupes (double édition 2022), puis 26 à 29 sur 4 jours depuis 2023 ;
  - Mainstage02, 26, 27, 56 groupes (double édition 2022), puis 29 à 31 sur 4 jours ;
  - Altar, 27, 59 groupes (double édition 2022), puis 31 sur 4 jours ;
  - Temple, 26, 27, 59 groupes (double édition 2022), puis 31 sur 4 jours ;
  - Valley, 27, 59 groupes (double édition 2022), puis 31 sur 4 jours ;
  - Warzone, 27, 59 groupes (double édition 2022), puis 31 sur 4 jours ;
  - Metal Corner (tremplin rock et DJ), jusqu'à 8 groupes et 5 DJ.

### Évolutions
- En 2012, le festival s'installe sur un nouvel espace pour laisser place à un complexe lycéen[34],[35] ;
- En 2015, les scènes the Temple et the Valley bénéficient de nouvelles structures les séparant totalement ;
- En 2016, la Warzone est réaménagée, agrandie et reçoit le mausolée dédié à Lemmy Kilmister[36],[37], inauguré par Phil Campbell et Ben Barbaud, le 18 juin 2016[38] ;
- En 2017, une scène off est installée à l'entrée du Hellcity Square ; les deux Mainstages sont repositionnées ;
- En 2019, la Mainstage01 héberge le Knotfest (en)[39], festival itinérant créé par Slipknot ;
- En 2020, une seule scène au carré VIP pour les directs de Hellfest from Home 2020 ;
- En 2021, une scène est installée au milieu du site pour Hellfest from Home 2021 ;
- En 2023, la Valley est déplacée au nord-est du site, face à la Warzone, de l'autre côté  du mémorial de Lemmy Kilmister[40], augmentant la surface d'un hectare, laissant place au nouveau merch, le Sanctuary[41].
- Depuis 2024, les 17[42] et 18e[43] éditions accueillent Lilith, la Gardienne des Ténèbres, création de La Compagnie la Machine[44] qui, à terme, demeurera sur le site.

## Participations
Ces tableaux sont basés sur les running orders des différentes éditions contenus dans cet article.

### Plusieurs participations
- Phil Anselmo compte onze participations : quatre avec Down (2009, 2011, 2013, 2022), deux avec Phil Anselmo and the Illegals (2014, 2019), une avec Superjoint Ritual (2015), une avec Scour (2017), deux avec Eyehategod (2018, 2022), une avec Pantera (2023) et en guest dans plusieurs groupes ;
- Ihsahn compte sept participations : quatre avec Emperor (2007, 2014, 2017, 2019) et trois sous son propre nom (2010, 2012, 2013) ;
- Max Cavalera compte six participations : trois avec Cavalera Conspiracy (2008, 2011, 2015) et trois avec Soulfly (2006, 2009, 2014) ;
- Nergal compte six participations : cinq avec Behemoth (2007, 2010, 2012, 2014, 2017) et une avec Me and That Man (2022) ;
- John Garcia compte cinq participations : une en solo (2010), une avec Kyuss (2011), une avec Unida (2014), une avec Hermano (2016) et une avec Slo Burn (2017) ;
- Eyehategod compte cinq participations : quatre sous ce nom (2009, 2015, 2018, 2022) et une sous Outlaw Order (2009) ;
- Dee Snider compte quatre participations : trois avec Twisted Sister (2010, 2013, 2016) et une sous son propre nom (2017) ;
- Ozzy Osbourne compte quatre participations : deux avec Black Sabbath (2014, 2016), une avec Ozzy & Friends et une sous son propre nom (2011, 2012) ;
- Jerry Cantrell compte trois participations : deux avec Alice in Chains (2006, 2018) et une sous son propre nom (2022) ;
- Venom compte quatre participations : deux sous ce nom (2008 et 2015) et deux sous Venom Inc. (2019, 2023);
- Hangman's Chair compte deux participations le même weekend : une seul et une vs RLHT ;
- Jason Newsted compte deux participations : Voivod (2009) et Newsted (2013) ;
- Rob Caggiano compte deux participations : Anthrax (2009) et Volbeat (2016)
- Airbourne, Megadeth et Killing Joke ont participé aux deux week-ends de 2022.

## Éditions

### Édition 2006
Cette édition s'est déroulée les 23, 24 et 25 juin.
Annulations/remplacements : KoЯn (remplacé par Dead to Fall (en)), Korum (de) (remplacé par Trepalium).
Running order :

### Édition 2007
Cette édition s'est déroulée les 22, 23 et 24 juin.
Annulations/remplacements : Comeback Kid, KoЯn, Lamb of God (défaillance technique), Mayhem (remplacé par Enslaved), Parkway Drive.
Running order :

### Édition 2008
Cette édition s'est déroulée les 20, 21 et 22 juin.
Cette édition devait être scindée en deux festivals, mais le second est annulé. À la suite des problèmes de logistique de 2007, d'importants investissements ont lieu, pour un meilleur accueil du public et des artistes. Les festivaliers se déclarent plus satisfaits au niveau accueil que l'année précédente. Cette année le Hellfest s'associe à Salomon Hazot, producteur français de Metallica, Iron Maiden et Slayer.
Annulation/remplacements : Hardcore Edition, tendance hardcore, aurait dû se dérouler du 22 au 24 août 2008 ; 7 Seconds, Angra, Coalesce, HIMSA (en), Red Sparowes, Soilwork (remplacé par Eths), Arkhon Infaustus (remplacé par Your Demise), Necrophagist.
Running order :

### Édition 2009
Cette édition s'est déroulée les 19, 20 et 21 juin.
Le site du Hellfest s'agrandit pour accueillir jusqu'à 16 000 personnes par jour et une quatrième scène (Punk, Hardcore et Gothique) est montée. Une partie de la programmation de l'édition 2009 est dévoilée le 27 novembre 2008. Les autres groupes sont annoncés le 5 mars 2009, au Hard Rock Cafe de Paris.
Annulations/remplacements : basculement de Koritni et Black Stone Cherry, Bloodclot (en), Bring Me the Horizon (remplacé par Gokan), Deicide, Edguy, Kingdom of Sorrow, KMFDM (remplacé par Clutch), Nachtmystium, Pentagram, Slapshot, Suicide Silence, Van Halen.
Running order :

### Édition 2010
Cette édition s'est déroulée les 18, 19 et 20 juin.
Cette édition fait parler d'elle avec l'annonce des groupes Immortal, Kiss, Anvil, Slayer, Motörhead, Deftones, Alice Cooper, Fear Factory et Twisted Sister. Le 25 février 2010, la liste complète des groupes a été annoncée. Le 30 mars, Slash est confirmé. Le 26 avril, le running-order (ordre de passage) est publié.
Annulations/remplacements : 7 Seconds (remplacé par Discharge), Atheist (remplacé par Sadist), Dying Fetus (raison médicale), Architects, Earth Crisis (remplacé par 69 Chambers), Nachtmystium (remplacé par Sybreed), Overkill (remplacé par 36 Crazyfists), Ratt (remplacé par Pretty Maids), Skarhead (remplacé par Condkoï), Count Raven (grève des contrôleurs aériens, le 19 juin).
Running order, :

### Édition 2011
TCette édition s'est déroulée les 17, 18 et 19 juin.
Les 29 premiers groupes sont annoncés le 30 septembre 2010 ; une nouvelle annonce de 35 groupes est faite le 20 novembre 2010 ; le 7 décembre, les deux mystérieux "Xmas bands" sont dévoilés : Judas Priest (tournée d'adieu) et Trust qui annonce, via son label, qu'il ne donnera plus de concerts « pour une durée indéterminée »,. 50 autres groupes sont annoncés le 27 janvier,,,,.
Annulations/remplacements : Anal Cunt et Ancestors (en) (remplacés par Last Days of Humanity et Ocean), Blackrain, Buzzov•en, The Damned Things, Dark Tranquillity, Disturbed (remplacé par The Answer), Down, The Gates of Slumber, KEN mode, Lock Up, Masters Of Reality (remplacé par Primordial), Headcharger, Satanic Warmaster, Street Dogs (remplacé par In Flames), Disturbed (tournée européenne écourtée, donc, sa participation au Hellfest), Static-X, The Haunted décalé à une heure du matin au Metal Corner, remplacé par Hemoragy, Trust (remplacé par Thin Lizzy), Unleashed, Wayne Static (remplacé par Ghost), Zuul FX.
Running order :

### Édition 2012

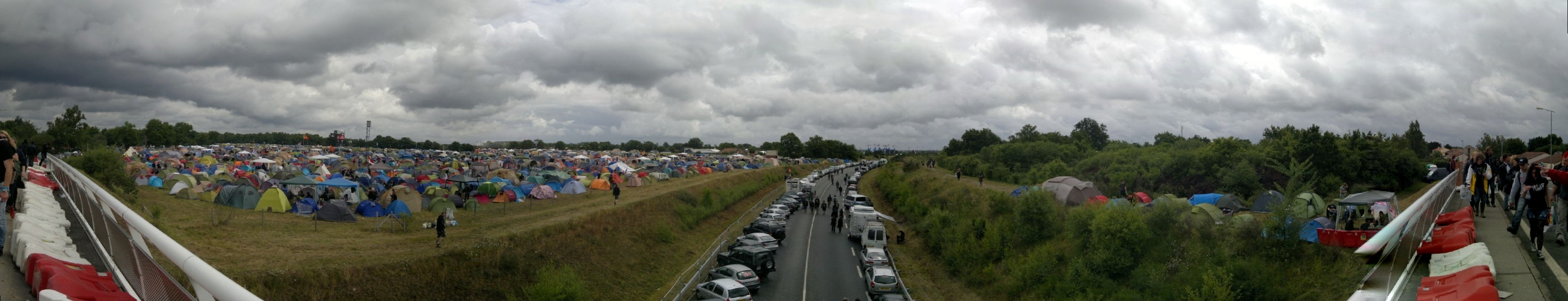
Le camping officiel, à gauche de la D 149.

Cette édition s'est déroulée les 15, 16 et 17 juin.
Une compilation officielle sort le 2 avril 2012, en plus des playlists sur Spotify.
Cette édition se déroule sur un nouveau site, plus vaste : le Champ-Louet, là où étaient implantés le camping et le Metal Corner de 2008 à 2011. Le précédent site, le Val de Moine, ne peut plus l'accueillir car le Lycée Sud Loire est en construction là où se sont déroulés les six premières éditions. De nombreux travaux pour l'assainissement et l'aménagement ont été nécessaires pour transformer des parcelles de vigne et de champs en un lieu agréable, en partie boisé.
Le 29 septembre 2011, les 44 premiers noms sont dévoilés sur le site officiel, ainsi que la confirmation des dates du festival : les 15, 16 et 17 juin 2012. Le 18 novembre 2011, Black Sabbath (dans sa formation de 1968) est annoncé comme première tête d'affiche. Le 25 novembre 2011 sont confirmés 49 autres groupes. Le 24 janvier 2012, King Diamond est ajouté à l'affiche. Le 3 février 2012, l'annonce finale est dévoilée : têtes d'affiches et autres groupes confirmés. Le 18 avril 2012, le running order est annoncé et le Metal Corner est dévoilé le 2 mai 2012.
Cette édition se compose de sept scènes : Mainstage 01, Mainstage 02, The Altar (Death metal, Grindcore), The Temple (Black metal, Folk metal), The Warzone (Hardcore, Punk rock, Crust punk), The Valley (Doom metal, Post-hardcore, Stoner), Metal Corner (découvertes, le jeudi, et DJ, après les derniers concerts).
Annulations/remplacements : All Pigs Must Die, ASG (en), Black Sabbath (remplacé par Ozzy & Friends), Haemorrhage, Strife (remplacé par The Spudmonsters), Whitechapel.
Running order :

### Édition 2013

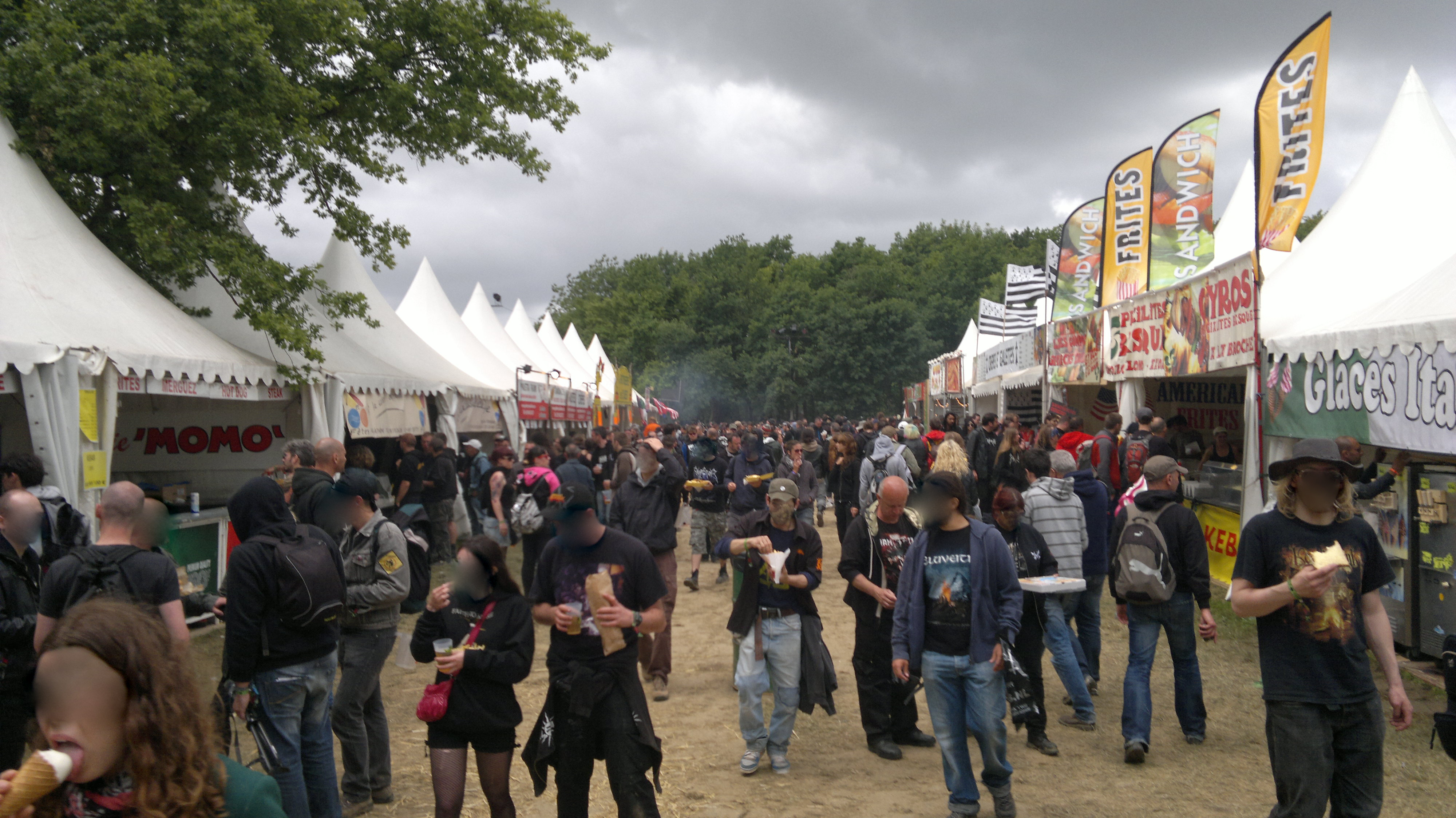
« Allée de la restauration ».

Cette édition s'est déroulée les 21, 22 et 23 juin.
Le line-up est dévoilé par une première annonce, puis une deuxième et une troisième, suivies d'une annonce finale, par scène, puis la programmation du Metal Corner est annoncée.
Cette édition rassemble 167 groupes,,, et 112 000 spectateurs,.
Annulations/remplacements : High on Fire (remplacé par Bison BC), Master of Reality, Nachtmystium (remplacé par Seth,,), The Acacia Strain, Arch Enemy.
Running order,,,,,,,, :

### Édition 2014

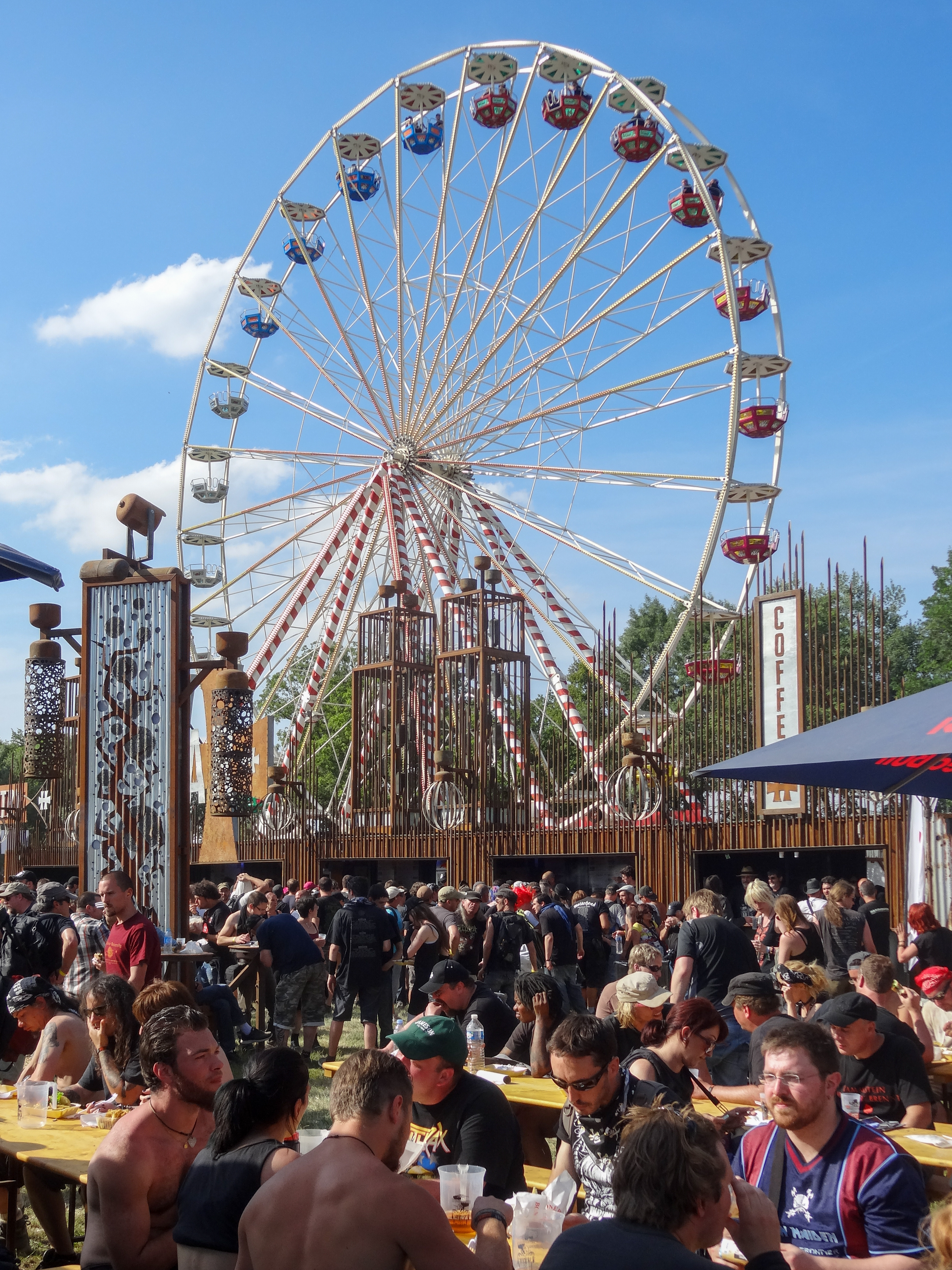
La grande roue dominant le site.

Cette édition s'est déroulée les 20, 21 et 22 juin 2014.
Les premiers limited tickets sont mis en vente, le 19 septembre 2013, et un début de programmation est annoncé. Les groupes programmés : 1349, Annihilator, Behemoth, Brutality Will Prevail, Carcass, Conan, Crowbar, Dagoba, Death: DTA, Dordeduh, Downfall of Gaia, Downset., Dozer, Emperor, Equilibrium, First Blood, Fueled by Fire, Gehenna, Hatebreed, Iced Earth, Implade Nazarene, In Solitude, Kataklysm, Last Resort (de), Loudblast, Lowrider, Mad Sin, Mars Red Sky, M.O.D., Nightmare, Powerwolf, Pungent Stench, Repulsion, Satan's Satyrs, Shining, Sólstafir, Tagada Jones, Terror, Toxic Holocaust, Trivium, Trollfest, Tsjuder, Ulcerate, Vreid / Windir Sognametal, Watain, Weekend Nachos, Year of the Goat et Zodiac. 120 autres groupes seront annoncés.
Aerosmith, Black Sabbath, Deep Purple, Iron Maiden, Megadeth, Rob Zombie, Slayer et Status Quo sont les nouvelles têtes d'affiche,.
De nouveaux groupes sont confirmés : Azziard, Black Tusk (en), Brutal Truth, Carnal Lust, Doyle Airence, Extreme, Mercyless et Sabaton.
La liste des participants s'allonge avec la venue de Against Me!, Kvelertak, Lynch Mob, Nefarium, Order of Apollyon, Rotting Out (de) et Walking Papers.
Annulations/remplacements : Miss May I remplace While She Sleeps ; Powerman 5000 remplace Lynch Mob, Mos Generator remplace Saviours (en), Slapshot prend la place de Rotting Out (de) et Stick to Your Guns celle de Defeater ; 7 Seconds est remplacé par Protest the Hero, Defeater, et Queensrÿche annulent ; Trivium et Slayer échangent leur heure de passage, Dark Angel remplace Megadeth qui annule sa tournée pour raison familiale, Downset. annule et n'est pas encore remplacé ; Iced Earth (pas de remplaçant pour l'instant), Mgła et Aluk Todolo annulent et Borgne et Blacklodge prennent leurs places.
Running order,, :

### Édition 2015
À la fin de l'édition 2014, Ben Barbaud annonce qu'aucune date ne peut être avancée en raison de celles du bac 2015 qui aurait lieu le weekend dédié au festival ; un décalage d'une semaine est envisagé.
Les dates sont annoncées officiellement sur le site du Hellfest, le 16 septembre 2014 : la dixième édition se déroule les 19, 20 et 21 juin 2015, mais aucune programmation n'est fournie.
Les principales têtes d'affiche sont annoncées, dont plusieurs groupes ayant déjà participé au festival : Airbourne, Alice Cooper, Arch Enemy, Billy Idol, Biohazard, Body Count featuring Ice-T, Children of Bodom, Dead Kennedys, Envy, Faith No More, Five Finger Death Punch, In Flames, Judas Priest, KoЯn, Limp Bizkit, Marilyn Manson, Meshuggah, Motörhead, Nightwish, NOFX, Rise Against, Scorpions, Slash, Slipknot, Venom et ZZ Top, soient 128 noms ; plus de 30 autres doivent être encore annoncés.
Lors de la deuxième annonce, 26 groupes viennent compléter la programmation ; parmi eux, A Day to Remember, Epica, Mastodon, Onslaught et Superjoint Ritual (pour une 5e participation de Phil Anselmo).
Une troisième annonce liste les derniers groupes confirmés : Cavalera Conspiracy, Hawk Eye, L7, Monarch! (en), Motionless in White et We Are Harlot, ainsi que la date à laquelle les pass 1 jour seront disponibles.
Annulations/remplacements : Today Is the Day, remplacé par Sofy Major ; Hirax et The Atlas Moth sont remplacés par Lost Society et Death Engine ; Rise Against est remplacé au pied levé par NOFX.
Running order :

### Édition 2016

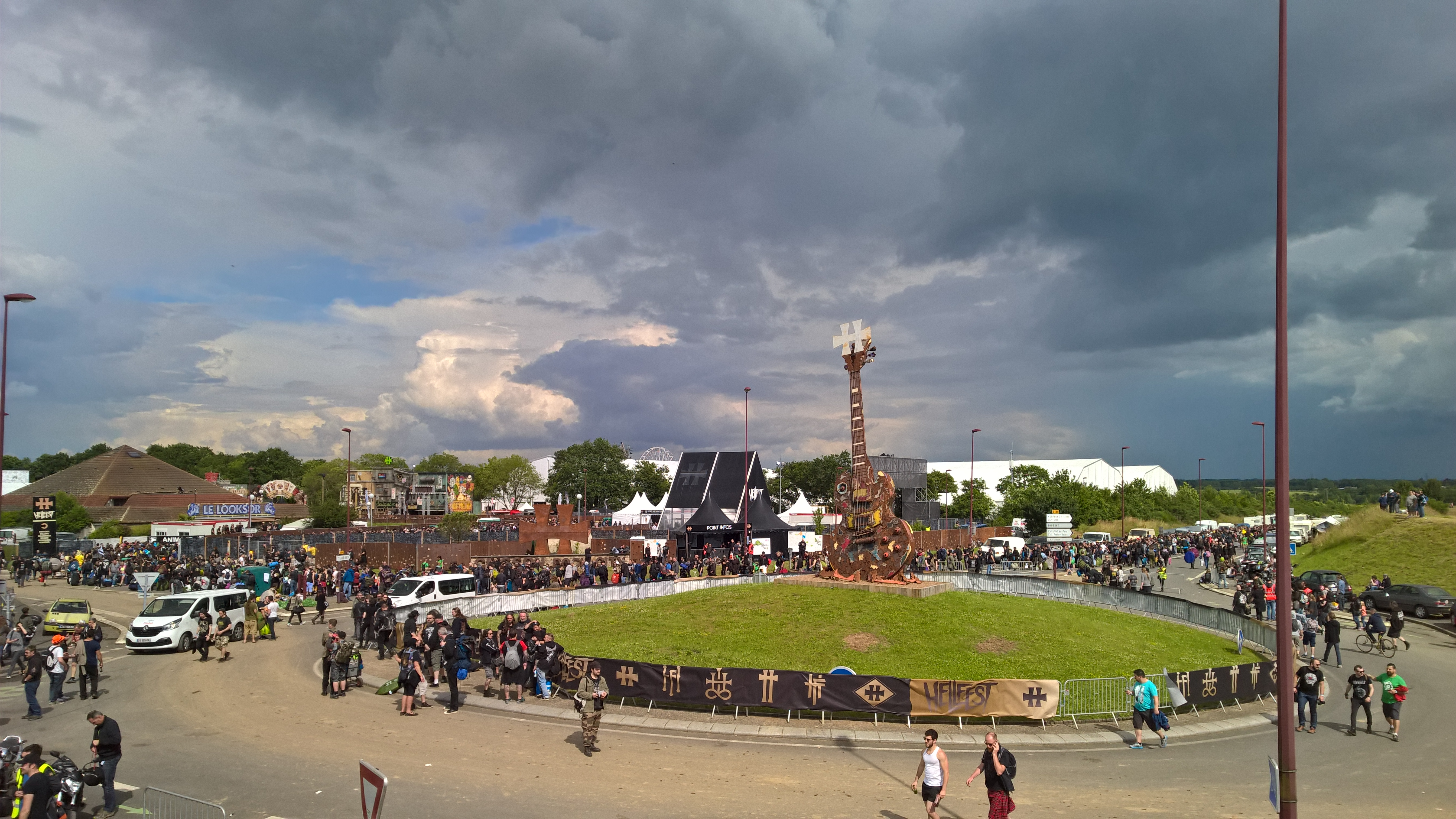
La queue du jeudi après-midi pour la pose des bracelets et l'ouverture des campings.

Cette édition s'est déroulée les 17, 18 et 19 juin 2016. Les premiers pass sont mis en vente le 15 septembre 2015, sans programmation.
Le 30 octobre 2015, la première programmation est annoncée, avec, entre autres, Abbath, Black Sabbath, Converge, Dark Funeral, Deicide, Down, Foreigner, Ghost, Korn, Megadeth, Melvins, Napalm Death, The Offspring, Overkill, Rammstein, Refused, Sacred Reich, Sick of It All, Slayer, Testament, Twisted Sister…
Annulations/remplacements : Winter, Kylesa et Marduk annulent leurs tournées respectives[réf. nécessaire]. Une demande d'annulation du passage de Down est faite par Bruno Retailleau, président de la région des Pays de la Loire qui est partenaire du festival à la suite du salut nazi de Phil Anselmo, au Dimebash (Los Angeles) ; Ben Barbaud, dans une entrevue avec Ouest-France répond que Down sera maintenu et que le Hellfest pourra se passer de 0,12 % du budget du festival. Le 10 mars 2016, Phil annonce que le groupe annule son passage en Europe et est remplacé par Fu Manchu, lui-même remplacé par Puscifer. Windhand annule pour raisons personnelles, remplacé par Ramesses (en) ; Death Alley remplace Valkyrie (en), raisons personnelles ; Steak Number Eight remplace Mantar qui joue à la place de Saviours (en) qui annule ; Megadeth et Slayer interchangent ; The ARRS s'ajoute à l'affiche à suite de l'annulation de la tournée de Architects.
Tremonti étant dans l'incapacité de se produire dans le créneau initialement prévu, son concert se déroule à la Valley en fin de journée.
Running order :

### Édition 2017

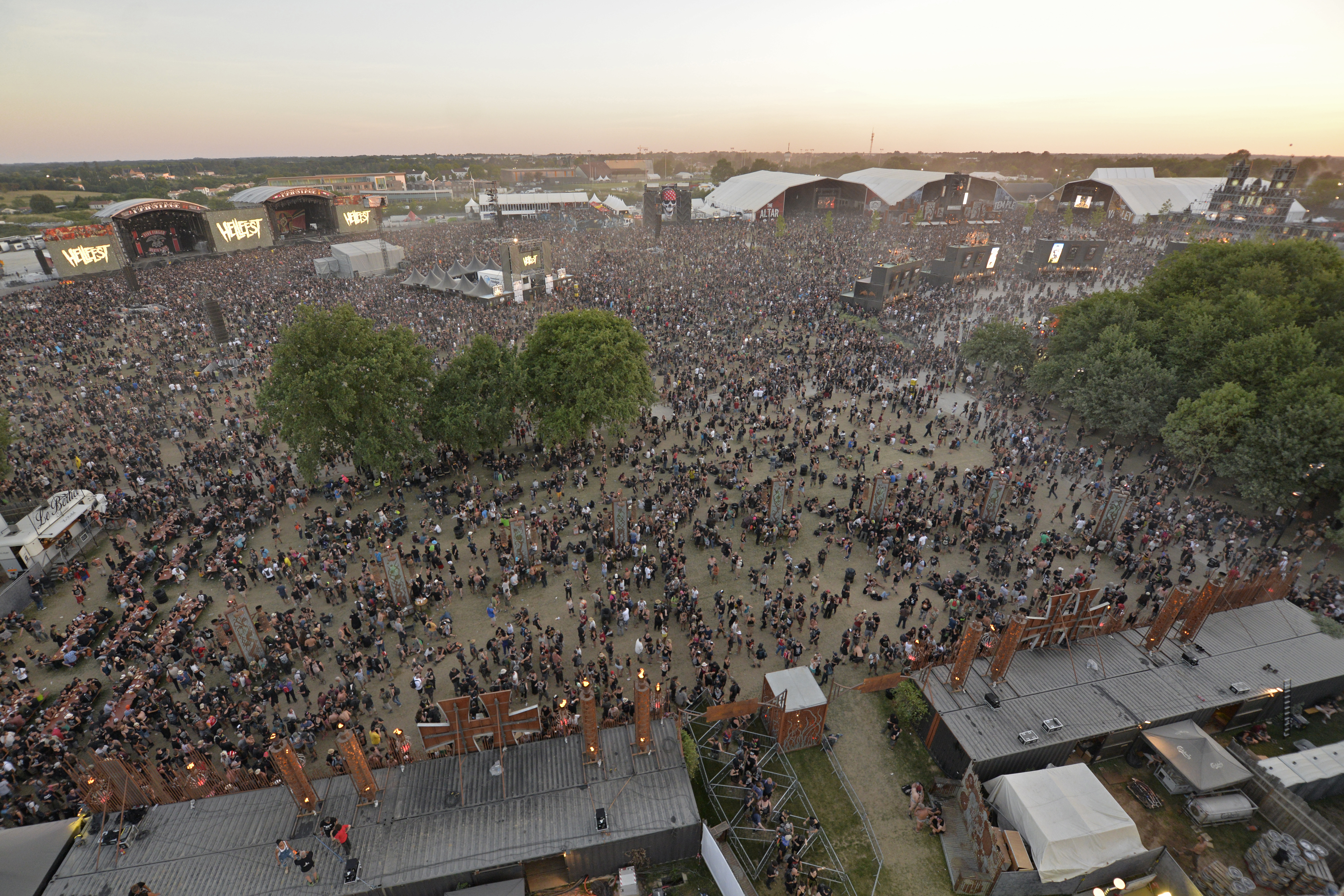
La « place centrale », les Maintages (à g.), Altar, Temple et Valley (à d.), le dimanche soir.

Cette édition s'est déroulée les 16, 17 et 18 juin.
La première participation annoncée officiellement, le 14 novembre 2016, est celle d'Aerosmith, pour la tournée d'adieu Aero-Vederci Baby!. Blue Öyster Cult, et Pretty Maids ont aussi intégré le Hellfest à leurs tournées 2016/2017. Moins officiellement, Francis Zégut, relayé par Presse-Océan, ajoute Linkin Park et Prophets of Rage à l'affiche.
Le 29 novembre 2016 la programmation est officiellement annoncée : Aerosmith, Agnostic Front, Airbourne, Alcest, Alestorm, Alter Bridge, Animals as Leaders, Apocalyptica, Arkhon Infaustus, Autopsy, Avatar, Baroness, Behemoth, Belphegor, Betraying the Martyrs, Beyond Creation, Blood Ceremony, Blue Öyster Cult, Bongripper, Booze and Glory, The Bouncing Souls, Bright Curse, Candiria (en), Carcariass, Frank Carter & The Rattlesnakes, Chelsea Grin, Clutch, Comeback Kid, Coroner, Corvus Corax, Crippled Black Phoenix, Cryptopsy, Crypt Sermon (de), The Damned, The Dead Daisies, Deafheaven, Deathcode Society, Decapitated, The Decline!, Deep Purple, Deez Nuts, Déluge, DevilDriver, The Devil Wears Prada, Devin Townsend Project, The Dillinger Escape Plan, Dødheimsgard, D.R.I., Electric Wizard, Emperor, Emptiness, Equilibrium, Ereb Altor, Evergrey, Every Time I Die, Exhumed, Five Finger Death Punch, Ghost Bath (de), Ghoul (en), Harm Done, Hate Eternal, Hawkwind, Helmet, Hirax, Igorrr, Ill Niño, In Flames, Inglorious, Insanity Alert, Integrity, Jorn, Komintern Sect, Kreator, Krisiun, Leftöver Crack, Linkin Park, Los Disidentes del Sucio Motel, Marduk, Mars Red Sky, Metal Church, Ministry, Monarque, Monkey3, Monolithe, Monster Magnet, Mortuary, Motionless in White, Myrath, Nails, The New Roses, Jared James Nichols (en), Noothgrush (de), Northlane, Nostromo, No Turning Back (de), Obituary, Of Mice & Men, Opeth, Pain of Salvation, Pentagram, Perturbator, Phil Campbell and the Bastard Sons, Powerwolf, Pretty Maids, Primitive Man (de), Primus, Prong, Prophets of Rage, Queensrÿche, Les Ramoneurs de Menhirs, Rancid, Ray Brower, Red Fang, Regarde les hommes tomber, Rob Zombie, Sabaton, Sanctuary, Saxon, Scour, Seven Sisters of Sleep, SHVPES, Sick of Stupidity, Sidilarsen, Skepticism, Skindred, Slayer, Slo Burn, Slydigs, Soilwork, Steel Panther, SubRosa, Suicidal Tendencies, Tagada Jones, Textures, The True Black Dawn, Trapped Under Ice (en), Trap Them (de), Trust, Turisas, Týr, Ufomammut, Ugly Kid Joe, Ultra Vomit, Valkyrja (en), Verbal Razors, Verdun, The Vintage Caravan, Vodun, Vortex of End, WAKRAT (en), Wardruna, W.A.S.P., While She Sleeps, Chelsea Wolfe, Wormed, Zeke.
Le 11 janvier 2017, la production annonce la venue de A Day to Remember, comme « le dernier groupe qui clôturera la programmation du Hellfest 2017 ».
La programmation est dévoilée le 7 mars 2017, lors de la mise en vente des billets à la journée.
Annulations/Remplacements : WAKRAT (en) remplacé par Black Star Riders et Hate Eternal par FireSpawn ; Jørn est remplacé par The Treatment et Seven Sisters of Sleep par Okkultokrati ; W.A.S.P. est remplacé par Dee Snider.
Le Running order et les horaires de passages sont édités par Rock Hard France :

### Édition 2018
Cette édition s'est déroulée du 22 au 24 juin 2018.

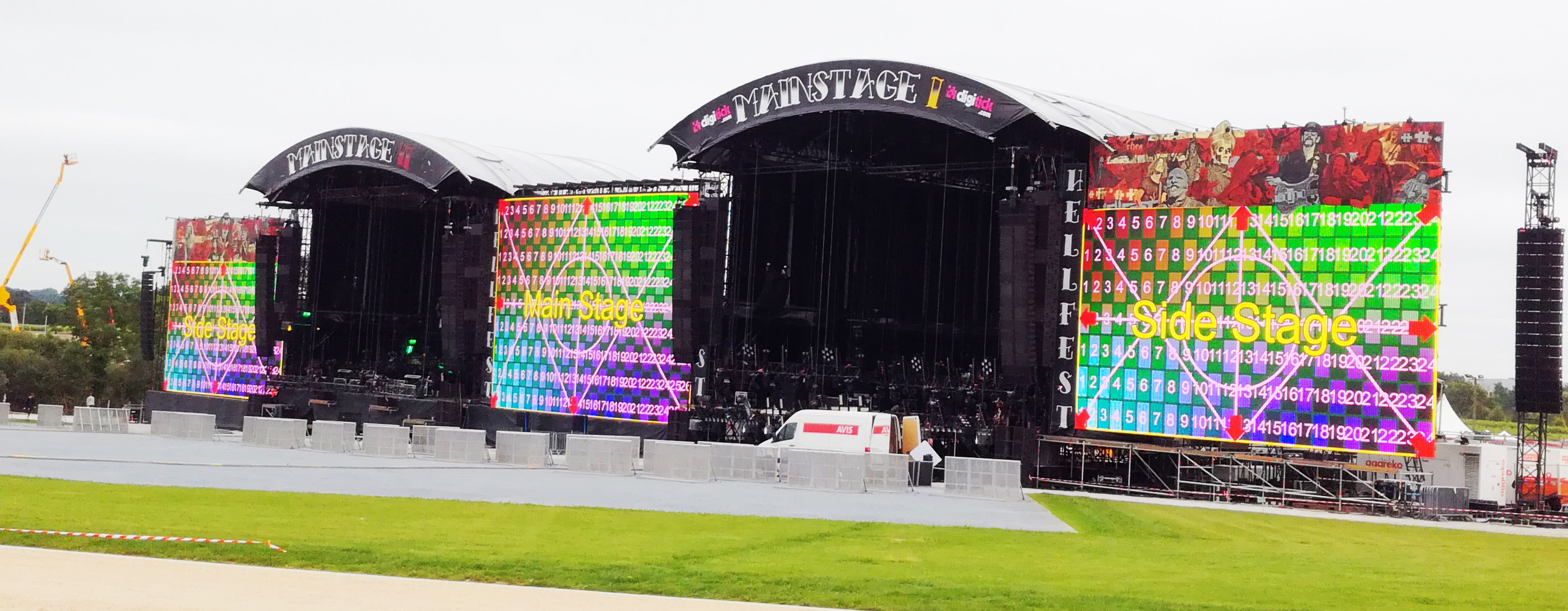
Les Mainstages avant démontage.

Le line-up est dévoilé petit à petit :
- le premier groupe annoncé est Iron Maiden[84] ;
- la deuxième annonce mentionne Hollywood Vampires (Johnny Depp, Alice Cooper, Joe Perry et Matt Sorum), Judas Priest, Megadeth et Nightwish[85] ;
- Avenged Sevenfold, Limp Bizkit, Marilyn Manson et Stone Sour sont listés dans la troisième annonce[86] ;
- A Perfect Circle, Body Count, Deftones et Parkway Drive viennent se greffer à la programmation[87].

La programmation complète de cette 13e édition est annoncée le 13 décembre à 13 h, avec : 1000mods, 7 Seconds, Terror, A Perfect Circle, Accept, Akercocke, Alice In Chains, Amenra, Amorphis, Arkona, Asking Alexandria, At The Gates, Au-dessus, Avenged Sevenfold, Backyard Babies, Bad Religion, Baroness, Batushka, Benighted, Black Bomb A, Black Rainbow, Bloodshot Dawn, Body Count, Bongzilla, The Bronx, Bukowski, Bullet for My Valentine, Bunkum, Burning Heads, Cainan Dawn, Carnivore A.D., Carpenter Brut, Children Of Bodom, The Chris Slade Timeline, Church of Misery, Converge, Corrosion of Conformity, Crisix, Cro-Mags, Crowbar, Darkenhöld, Dead Cross, Deftones, Demilich (en), Demolition Hammer, Dimmu Borgir, Dopethrone, Drakwald, Dälek, Electric Mary, Ensiferum, Enslaved, Electric Callboy, Europe, Exhorder, Exodus, Exumer, Eyehategod, Fange, Feed the Rhino, Get the Shot, Gluecifer, The Good, the Bad and the Zugly, Grave Pleasures, The Great Old Ones, Hantaoma, Hard-Ons, Hatebreed, Heilung, The Hellacopters, Hexecutor, Ho99o9, Hollywood Vampires, Iced Earth, In This Moment, Incendiary, Iron Maiden, Jessica93, Joan Jett And The Blackhearts, Jonathan Davis, Judas Priest, Kataklysm, Killswitch Engage, Knocked Loose, Les Sheriff, Limp Bizkit, The Lords of Altamont, The Lurking Fear, Madball, Malemort, Malkavian, Marilyn Manson, Megadeth, Memoriam, Meshuggah, Misanthrope, Misþyrming, Modern Life Is War, Monolord, Mysticum, Månegarm, Nebula, Neurosis, Nightwish, Nile, Nordjevel, Orange Goblin, Oranssi Pazuzu, Orden Ogan, Origin, Parkway Drive, Pensées Nocturnes, Plebeian Grandstand, Pleymo, Pogo Car Crash Control, Powerflo, Primal Fear, Psykup, The Raven Age, Rise Against, Rise of the Northstar, Rose Tattoo, Rotten Sound, Saor, Satyricon, Savage Messiah, Schammasch, Septicflesh, Seven Hate, Shinedown, Sons of Apollo, Sons of Otis, Spermbirds (en), Steven Wilson, Stone Sour, Stray from the Path, Suffocation, Sólstafir, Tesseract, The Texas Chainsaw Dust Lovers, Therion, Toseland, Tremonti, Turbonegro, Turnstile, Uncommonmenfrommars, The Walking Dead Orchestra, Warning, Watain, Young and in the Way, Zeal & Ardor,.
Annulations/remplacements : plusieurs changements d'ordre d'apparition de certains groupes et des inversions horaires entre les mainstages, le dimanche, sont annoncés par les organisateurs ainsi que les remplacements d'Electric Mary par Mos Generator, 7 Seconds par Svinkels, Young and in the Way par Tombs et Origin par Voight Kampff.
Le Running order :

### Édition 2019
Cette édition s'est déroulée du 21 au 23 juin 2019.
Le line-up est dévoilé:

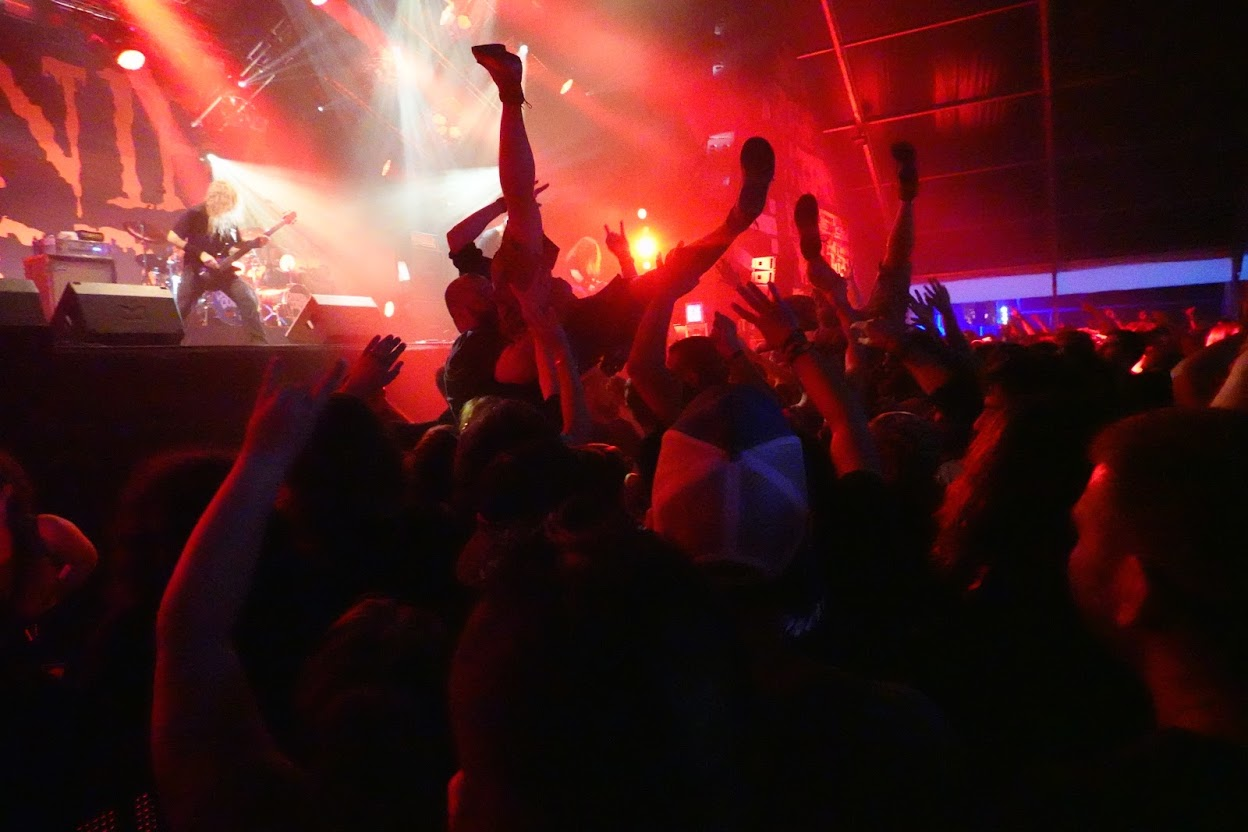
Slam d'un spectateur durant Cannibal Corpse.

Alien Weaponry, All Them Witches, Anthrax, Aorlhac, Arabrot, Architects, Archspire, Banane Metalik, Batmobile, Blackberry Smoke, Blackrain, Bliss of Flesh, Bloodbath, Brutus, Böhse Onkelz, Cancer Bats, Cannibal Corpse, Carach Angren, Carcass, Carpathian Forest, Cave In, Cemican, Clutch, Combichrist, Conan (en), Cradle of Filth, Cult Leader, Cult of Luna, Dagoba, Dark Tranquility, Daughters, DDent, Deadland Ritual, Death Angel, Def Leppard, Deicide, Demons & Wizards, Descendents, Devourment, Diamond Head, Dool, Dream Theater, Dropkick Murphys, Eagles of Death Metal, Eisbrecher, Embryonic Cells, Emma Ruth Rundle, Emperor, Employed To Serve, Enter Shikari, Envy, Fallen Lillies, FM, Fu Manchu, Gloryhammer, Godsmack, Gojira, Gold, Graveyard, Hank Von Hell, Hellhammer, Hygral, Immolation, Impaled Nazarene, Insanity Alert, Jo Quail, Khaos-Dei, King Diamond, Kiss, Klone, Koritni, Kvelertak, Lamb of God, Last Temptation, Le Bal des Enragés, Les Wampas, Like a Storm, Lofofora, Lucifer's Child, Lynyrd Skynyrd, Mad Sin, Mantar, Mass Hysteria, Me First And The Gimme Gimmes, Messa (de), Moonspell, Morning Again, Municipal Waste, My Sleeping Karma, Nasty, No Fun At All, No One Is Innocent, Nova Twins, Pestilence, Philip H. Anselmo & The Illegals, Psycroptic, Punish Yourself, Radio Moscow, Refused, Revocation, Richie Kotzen, Sabaton, Shaârghot, Sham69, Skáld, Skindred, Slash ft Myles Kennedy and The Conspirators, Slayer, Sonata Arctica, Stinky, Stone Temple Pilots, Sum 41, Sumac (en), Tesla, Testament, The Adicts, The Amsterdam Red Light District, The Creepshow, Dwarves, Fever 333, The Interrupters, The Living End, The Necromancers, The Obsessed, The Ocean, The Rumjacks, The Sisters of Mercy, Tool, Tormentor, Trivium, Trollfest, Uada, Ultra Vomit, Uncle Acid and the Deadbeats, Valley of the Sun, Venom Inc., Vltimas, Vomitory, Whitechapel, Whitesnake, Wiegedood, Within Temptation, Will Haven, Wolfheart, YOB, ZZ Top
Annulations/remplacements : Manowar est remplacé par Sabaton et Myrkur (Folkesange) est remplacé par la violoncelliste Jo Quail.
Le Running order :

#### Knotfest
« Knotfest meets Hellfest 2019 »

Le jeudi 20, le Knotfest (en), festival itinérant créé par Slipknot, fait sa première édition en France sur les deux Mainstages,.
Dix groupes sont présents : Slipknot, Rob Zombie, Sabaton, Amon Amarth, Papa Roach, Powerwolf, Behemoth, Ministry, Sick of It All et Amaranthe.

### Éditions 2020 et 2021
L'évolution de la Covid-19 amène Roselyne Bachelot, ministre de la Culture, le 18 février 2020, à limiter la jauge des festivals d'été à 5 000 personnes assises et distanciées.
Reportée à 2021, cette 15e est de nouveau reportée à 2022,.
Le Running order, dévoilé le 23 juillet 2020 (horaires donnés à titre indicatif), devait être le suivant :
Seuls treize des groupes programmés en 2020 s'étaient désistés pour 2021 : Alter Bridge, Babymetal, Black Dahlia Murder, Body Count, August Burns Red, Incubus, Infectious Grooves, Joyous Wolf, Mastodon, Meshuggah, Periphery, Thy Art Is Murder et Unleashed) ; leurs remplaçants étaient, entre autres, Dropkick Murphys, Northlane et Puscifer,,.

#### Hellfest From Home2020

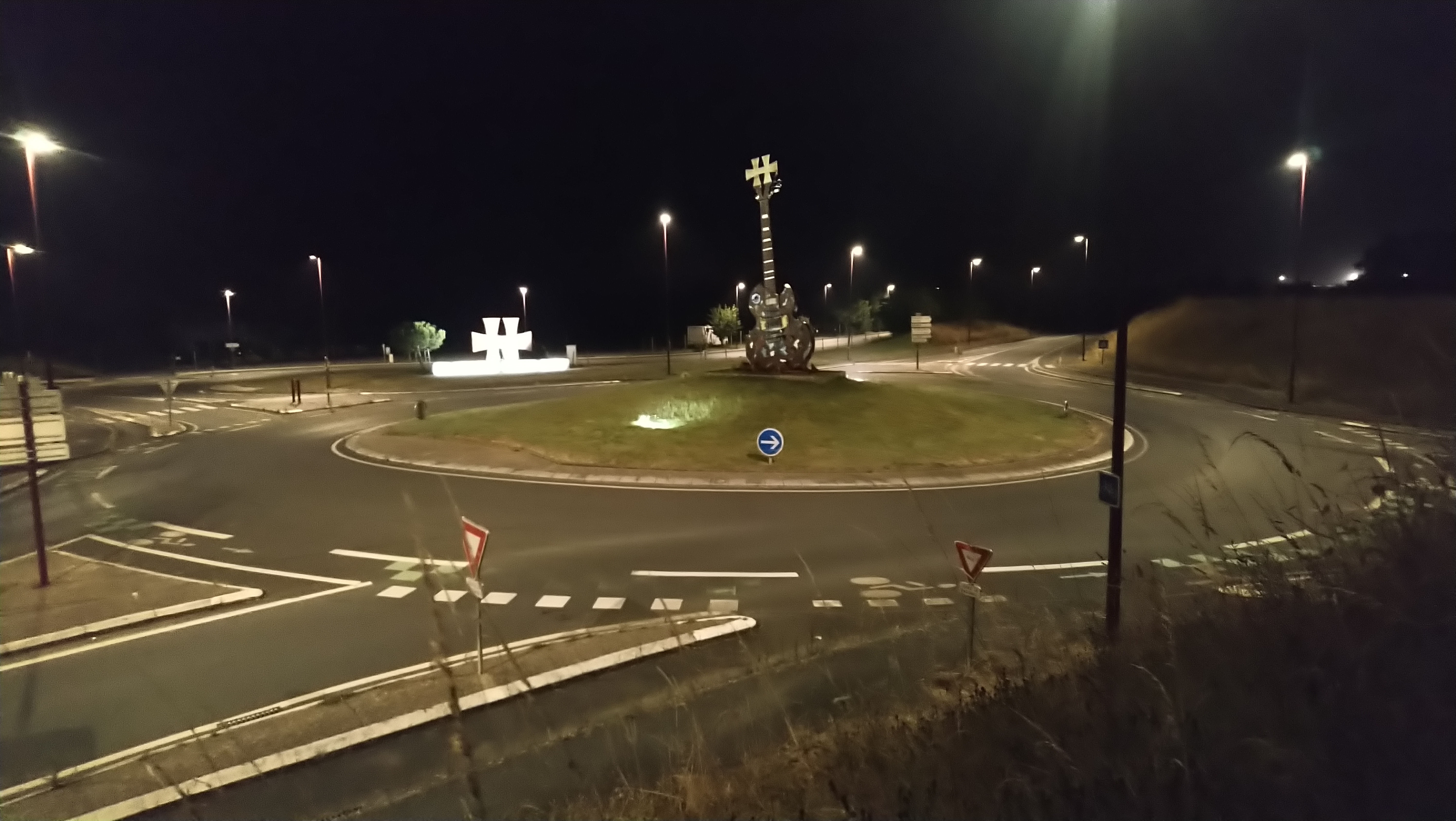
L'entrée du site, déserte, un soir de festival.

Le vendredi 12 juin 2020 en soirée, France 3 diffuse, uniquement sur France 3 Pays de la Loire, la prestation de Ultra Vomit enregistrée au Hellfest 2019,.
Le jeudi 18 juin 2020 au soir, trois groupes nantais, (Stinky, Ultra Vomit et Regarde Les Hommes Tomber) donnent un concert sans public, au carré VIP du site Hellfest, diffusé en direct à la télévision et sur Internet.
Dès le vendredi 19 juin 2020, en partenariat avec ARTE Concert, Hellfest Productions organise le Hellfest From Home en proposant 45 concerts enregistrés durant des éditions précédentes, diffusés sur Internet, dès midi, du vendredi au dimanche :
- vendredi : Beartooth, Walls of Jericho, Nostromo, Antiflag, Steel Panther, Opeth, Svinkels, DevilDriver, Eluveitie, Uncommonmenfrommars, Lynyrd Skynyrd, Children of Bodom, Les Ramoneurs de Menhirs, Alestorm, Dropkick Murphys ;
- samedi : Every Time I Die, Papa Roach, Punish Yourself, Sepultura, Coroner, Tagada Jones, In Flames, Agnostic Front, Apocalyptica, Devin Townsend, At the Gates, Bad Religion, D-A-D, Faith No More, Turbonegro ;
- dimanche : Gallows, Soulfly, The Adicts, Autopsy, Madball, The Dillinger Escape Plan, Emperor, Exodus, Comeback Kid, Obituary, Body Count feat. Ice-T, Parkway Drive, Suicidal Tendencies, Bullet for my Valentine, Prophets of Rage.

#### Hellfest From Home2021

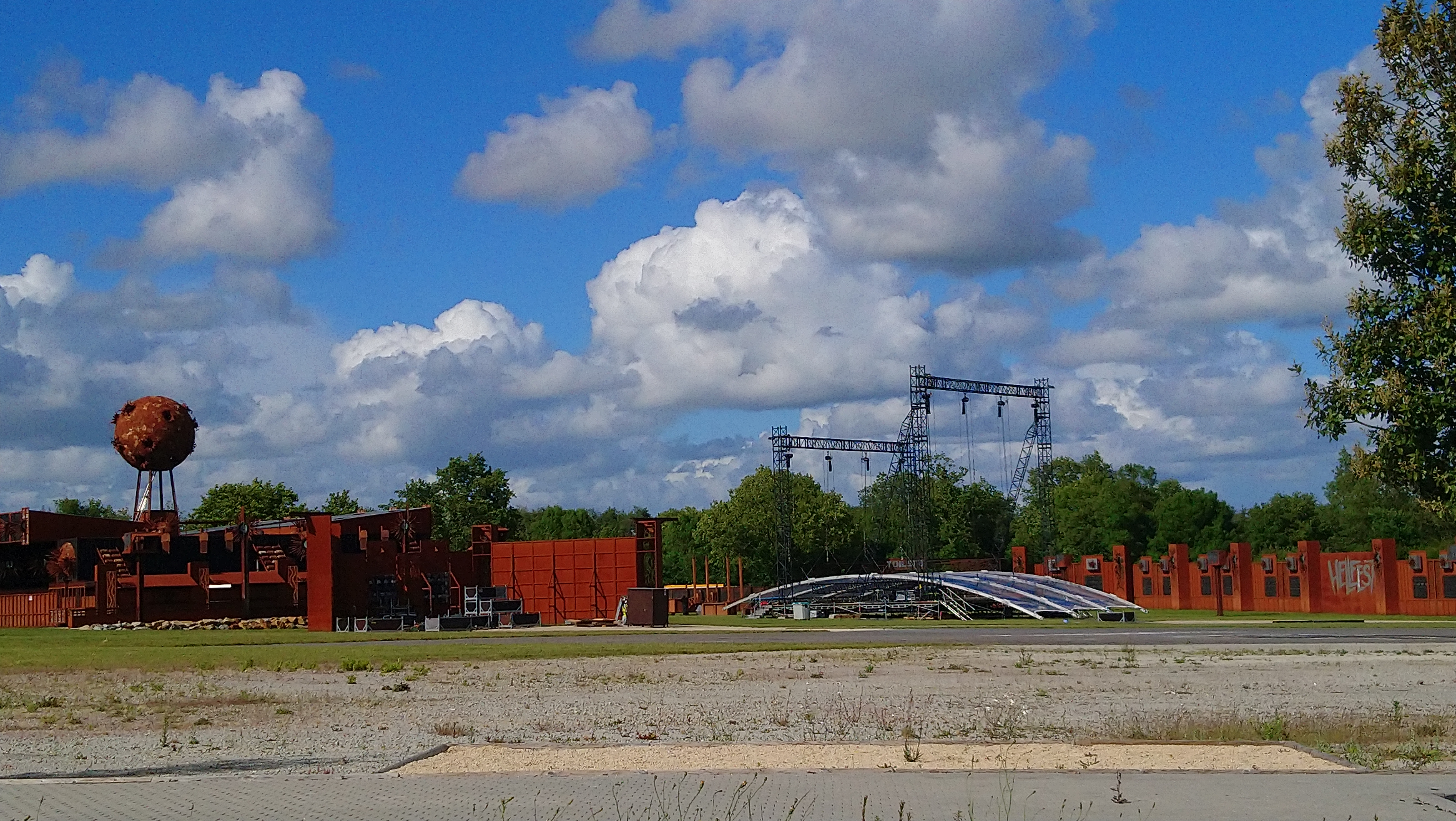
La scène des enregistrements live de 2021 (en cours de démontage).

Durant le début du mois de juin, Hellfest production place une scène au centre du site afin d'enregistrer en condition live plusieurs concerts, en partenariat avec ARTE Concert, diffusés les 17, 18, 19 et 20 juin, ainsi que quinze concerts plus anciens (2015 à 2018 : Deep Purple, Slash feat. Myles Kennedy & The Conspirators, Foreigner, Of Mice & Men, Testament, Killswitch Engage, etc.), des reportages et documentaires,,,.
Les groupes participants :
- 7 Weeks, Black Bomb A, Celeste, Crisix, Dirty Fonzy, Ensiferum, Frustration, Hangman's Chair, Hexecutor, Horskh, Hrafngrímr, Jinjer, Karras, Laura Cox, Loudblast, No One Is Innocent, Pogo Car Crash Control, Shaârghot, Tagada Jones, The Great Old Ones, The Inspector Cluzo, Worst Doubt.

### Édition 2022

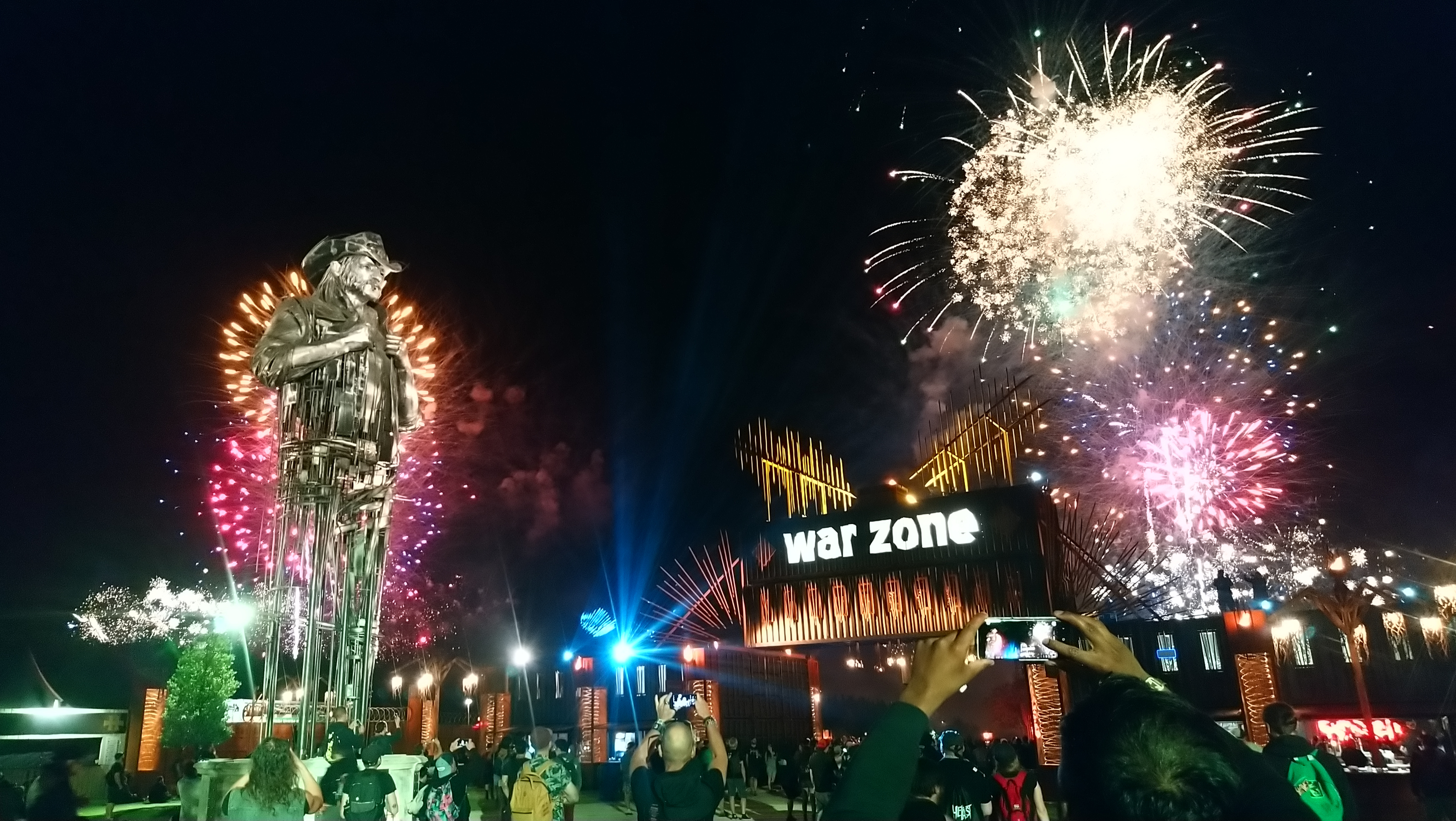
Feu d'artifice de clôture de la première partie de la, au-dessus de la Warzone.

La quinzième édition, initialement prévue en 2020 puis reportée à 2021, se déroule finalement du 17 au 26 juin, sur deux weekends. Elle est clôturée par la prestation de Metallica, un feu-d'artifice et la rentrée atmosphérique d'un objet solide d'origine extraterrestre visible dans le ciel de Clisson.
Cette édition, qualifiée d'« édition du siècle » par Ben Barbaud, est une double édition, pendant deux weekends de suite (7 jours), du 17 au 26 juin avec 350 groupes, dont Avenged Sevenfold, Deftones, Guns N' Roses, Scorpions et Metallica pour la première fois.
Les exigences de Metallica obligent la production à déplacer le jour de passage de Scorpions, initialement prévu en clôture du second dimanche, et, par extension, à organiser ce jeudi supplémentaire.
Faith No More annule sa venue en tête d'affiche du premier weekend.
Le 19 avril 2022, la production annonce un running order,, de nouveaux noms et des annulations :
- Nouveaux groupes : Burning Heads, Ghost (remplace Faith No More), Guilt Trip, Last Temptation, Messa, Nitzer Ebb, No Turning Back, Orange Goblin, Slomosa, Washington Dead Cats et Witchery ;
- Annulations/remplacements : IV and the Strange Band, The Distillers, Hawser, Hjvelvik, L7, Monster Magnet, OM, Reverend Horton Heat, Skinny Puppy et Youth of Today ;
- Têtes d'affiches :
  - vendredi 17 : Deftones, Volbeat, Suicidal Tendencies, Electric Wizard, Mayhem, Death to All ;
  - samedi 18 : Ghost, Airbourne, Anti-Flag, Envy, Vreid, Sacred Reich ;
  - dimanche 19 : Gojira, Running Wild, Sick of It All, Killing Joke, Watain, Coroner ;
  - jeudi 23 : Scorpions, Wardruna, Rise Against, Jerry Cantrell, Heilung, Therion ;
  - vendredi 24 : Nine Inch Nails, Alice Cooper, Bad Religion, Atari Teenage Riot, Enslaved, Decapitated ;
  - samedi 25 : Guns n' Roses, Blind Guardian, The Exploited, Converge: Bloodmoon, In Extremo, Katatonia ;
  - dimanche 26 : Metallica, Sabaton, Suicide Silence, Orange Goblin, Triptykon, Carcass.

Le 1er juin 2022, deux feux-d'artifice de clôture sont annoncés et des modifications sont apportées au running order :
- Crystal Lake, Code Orange, Mammoth WVH sont remplacés par Invisions, Car Bomb, Angelus Apatrida ;
- Galactic Empire, Symphony X par Heart Attack, Molybaron ;
- August Burns Red, Turnstile, Madball par Bury Tomorrow, Slope, Ignite ;
- Atari Teenage Riot, The Obsessed par The Bloody Beetroots, Pentagram ;
- Grave, Dropdead par Lords of Flesh, Skeletal Remains ;
- Alice Cooper et Megadeth échangent leurs places ;
- Soen est repoussé au samedi 18.

Le 13 juin 2022, de nouvelles annulations sont annoncés par la production :
- Sacred Reich, Goldfinger, Diamante, Molassess et My Dying Bride sont remplacés par Agressor, Celkilt, Manigance, Dätcha Mandala, Conviction et Headcharger ;
- changements d'ordre de passage de Les Sherrif, Millencolin et Ugly Kid Joe[116].

Running order, Part 1 :
Running order, Part 2 :

### Édition 2023

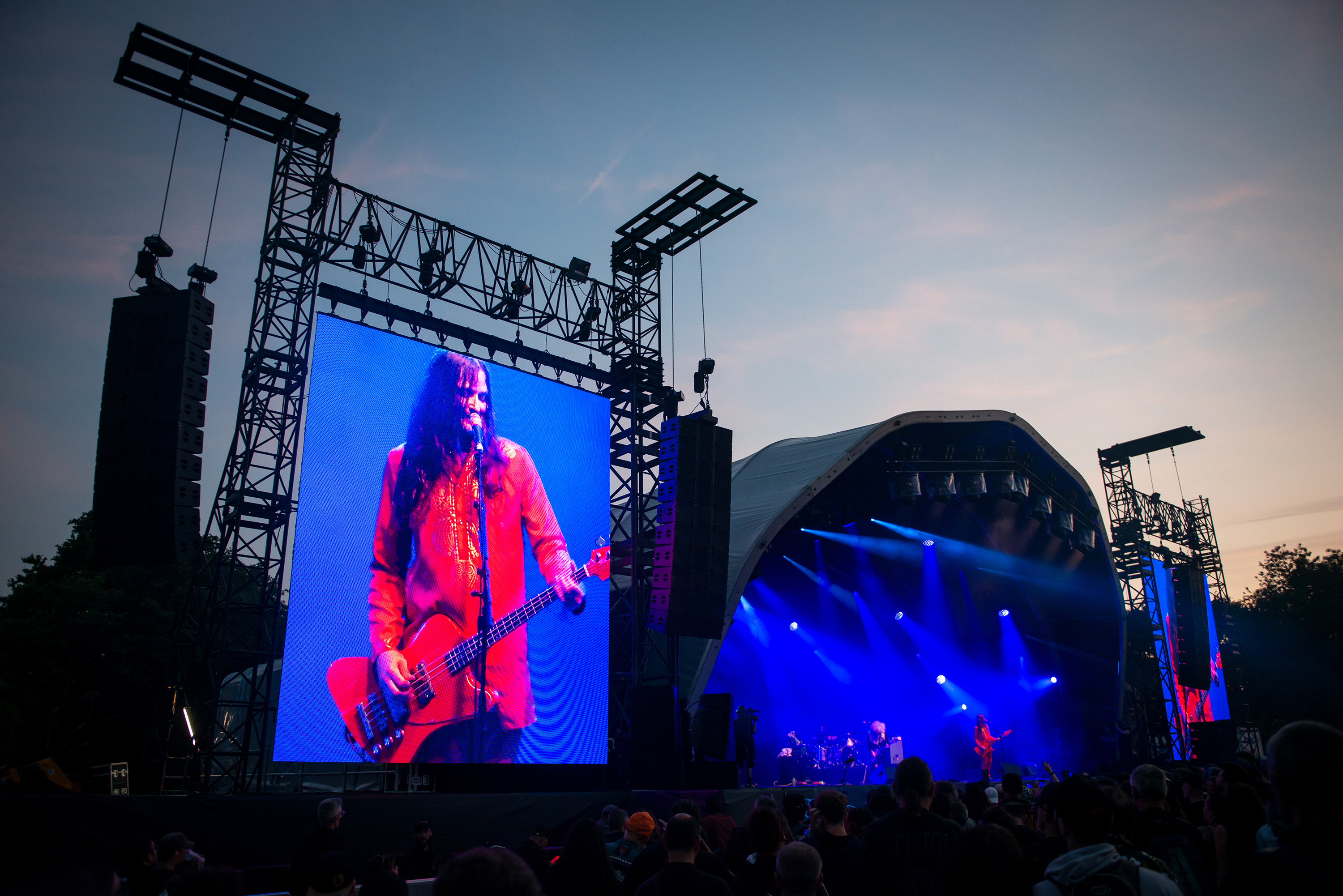
La nouvelle Valley, durant le set de Melvins.

Cette seizième édition, à la base prévue sur trois jours, est programmée sur quatre jours, du 15 au 18 juin.
Le 18 octobre 2022, deux heures après l'ouverture de la billetterie en ligne, les 55.000 pass sont vendus sans annonce de programmation,, au prix de 339 euros.
Annulations/remplacements : Birds in Row, remplacé par Dvne ;
The Distillers par The Menzingers ; Def Leppard et Mötley Crüe échangent leur ordre de passage.
Running order :

### Édition 2024
« Welcome to Infernopolis »

Cette dix-septième édition est programmée sur quatre jours, du 27 au 30 juin.
Le 27 juin 2023, 10 jours après la l'édition 2023, une première vague de 30,000 pass-4 jours s'est écoulée en 30 min, à nouveau sans annonce de groupe.
Le 23 octobre 2023, une première liste de groupes est publiée, dont Dropkick Murphys, Megadeth, The Offspring, Queens of the Stone Age, Royal Blood ainsi que Foo Fighters en clôture dominicale, en attendant 160 autres noms.
Le 25 octobre 2023, la seconde vague de 120,000 pass-4 jours s'est écoulée en 45 min
Le 28 novembre 2023, l'affiche est révélée annonçant la majorité des groupes prévus, dont, en tête d'affiche, Avenged Sevenfold, Dropkick Murphys, Machine Head, The Prodigy, Metallica, Saxon, Foo Fighters, The Offspring sur les Mainstages.
Le 7 février 2018, les billets à la journée sont mis en vente sur internet, ainsi que l'annonce de la participation de 7 Weeks, Kerry King, Polyphia et Thron, et l'annulation de Tryglav et CoC.
Ajouts au line-up : Anvil, Planet of Zeus et Sylvaine.
Annulations/remplacements : Corrosion of Conformity, The Dead Daisies, GGGOLDDD et Tryglav ; 311 est remplacé par Dying Wish, Bad Omens par LANDMVRKS, Heart par Blues Pills, Nebula par GAUPA, et Witch par Acid King.

### Édition 2025
« Out of Bounds »

Cette dix-huitième édition est programmée sur quatre jours, du 19 au 22 juin,.
L'intégralité des 55 000 pass-4-jours de cette édition est vendue en moins d'une heure, le 9 juillet 2024, unique jour de vente, sans aucune annonce de groupe,.
La programmation est partiellement dévoilée le 9 décembre 2024 ; parmi les 184 groupes annoncés, les têtes d'affiche des Mainstages sont Korn, Muse, Scorpions et Linkin Park,.
La programmation finale est dévoilée le 10 février 2025 ; les nouveaux groupes annoncés sont Imminence et Pentagram.
Annulations/remplacements : alors que Foo Fighters avait initialement prévu une tournée européenne, Hellfest annonce Muse comme tête d'affiche en remplacement à la première publication ; Thou est remplacé par Messa et Perchta par Belore ; Chubby and the Gang, Tremonti et White Ward sont remplacés par Frustration, D-A-D et Misþyrming ; Masters of Reality et Peyton Parrish sont remplacés par Crippled Black Phoenix et Visions of Atlantis ; Ultra Vomit est remplacé par Rise of the Northstar ; Walkways et Cattle Decapitation sont remplacés par Fleshgod Apocalypse et Disconnected.

### Édition 2026
« Tales from the Pit »

Cette dix-neuvième édition est programmée sur quatre jours, du 18 au 21 juin ; la date unique de vente en ligne des pass-4-jours sera le 8 juillet 2025.